# Marcilly-et-Dracy
Marcilly-et-Dracy är en kommun i departementet Côte-d'Or i regionen Bourgogne-Franche-Comté i östra Frankrike. Kommunen ligger i kantonen Vitteaux som tillhör arrondissementet Montbard. År 2022 hade Marcilly-et-Dracy 86 invånare.

## Befolkningsutveckling
Antalet invånare i kommunen Marcilly-et-Dracy
Referens:INSEE